# Surinaamse Islamitische Vereniging
De Surinaamse Islamitische Vereniging (SIV) is een islamitisch genootschap in Suriname met als hoofdvestiging de Moskee Keizerstraat in Paramaribo. Er zijn twaalf onderverenigingen bij aangesloten.

## Geschiedenis
De SIV werd op 17 november 1929 opgericht door Hindoestanen en wordt gezien als de eerste formele islamitische organisatie in Suriname. Ervoor bevonden zich niettemin ook eenvoudige gebedshuizen of moskeeën in Suriname en vierden moslims er religieuzen feesten; die islamitische organisaties hadden toen een meer informeel bestaan.

## Structuur en geloofsrichting
De SIV kwam steeds meer onder invloed te staan van de ahmadiyya-beweging en groeide uiteindelijk uit tot de vertegenwoordiger ervan. Zij volgt hierbij de Lahore-stroming en is aangesloten bij de internationale Lahore Ahmadiyya Beweging. De SIV kent twaalf onderverenigingen die elk hun eigen bestuur en moskee hebben.
Het doel van de organisatie is het belijden en verbreiden van de islam en de bevordering van het maatschappelijk welzijn en het eeuwig heil van haar leden en het Surinaams volk.
In 1932 richtte een verzameling van kleine Hindoestaanse organisaties de grotere Surinaamse Moeslim Associatie op, waarmee stelling werd genomen tegen de ahmadiyya-koers van de SIV. In 1978 splitste een deel van de leden van de SIV zich af en richtte de meer soenitisch georiënteerde Surinaamse Islamitische Organisatie op.
Sinds 2010 is Robbert Bipat de voorzitter van de SIV.

## Hoofdmoskee
Het belangrijkste gebedshuis van de SIV, en tevens de meest prominente moskee van de Suriname, is de Moskee Keizerstraat. De combinatie van de moskee pal naast de joodse Synagoge Neve Shalom wordt vaak geroemd als het symbool dat religies in Suriname vreedzaam naast elkaar bestaan.
Een belangrijk verschil tussen de SIV en verenigingen die de ahmadiyya niet aanhangen, is dat vrouwen worden toegelaten in de moskee. Zij zijn tijdens het vrijdaggebed welkom om in dezelfde ruimte als de mannen mee te bidden en te zingen. Volgelingen van de ahmadiyya zien zichzelf als vrouwvriendelijk ten opzichte van soenitische moslims.